# Нови Дојран
Нови Дојран (мкд. Нов Дојран) је насеље у Северној Македонији, у крајње југоисточном делу државе. Нови Дојран је насеље у оквиру општине Дојран.

## Географија
Нови Дојран је смештен у крајње југоисточном делу Северне Македоније, недалеко од границе са Грчком, која се пружа 4 km источно од насеља. Од најближег града, Ђевђлије, насеље је удаљено 40 km источно.
Нови Дојран се налази у историјској области Дојранско. Село је смештено на западној обали Дојранског језера, које Северна Македонија дели са Грчком. Насеље је положено на приближно 150 метара надморске висине. 
Месна клима је измењена континентална са значајним утицајем Егејског мора (жарка лета).

## Становништво
Нови Дојран је према последњем попису из 2002. године имао 1.100 становника.
Већинско становништво у насељу су етнички Македонци (93%), а најзначајнија мањина су Срби (3%). Насеље је релативно младо, пошто је основано после Првог светског рата, уместо дотадашњег града Дојрана, потпуно уништеног у датом рату.
Претежна вероисповест месног становништва је православље.